# Schleitheimia
Schleitheimia – rodzaj wymarłego dinozaura z grupy zauropodomorfów.
Skamieniałości nieznanego zwierzęcia odnaleziono w Szwajcarii, na północy kraju, na terenie kantonu Szafuza, w okolicy Schleitheim. Znalezione kości spoczywały wśród skał utworzonych w epoce triasu późnego, prawdopodobnie w wieku późnego noryku. Znaleziono tam skamieniałości w sumie kilku różnych zwierząt, później umieszczone w Muzeum i Instytucie Paleontologii Uniwersytetu w Zurychu. Należały do nich pozostałości plateozaura, rodzaju opisanego jeszcze w XIX wieku, oraz dwóch innych zauropodomorfów, dość dużych i dobrze zbudowanych. Szczątki jednego z nich Oliver W. M. Rauhut, Femke M. Holwerda i Heinz Furrer opisali w 2020 pod nazwą rodzajową Schleitheimia. Nazwę tę utworzono od lokalizacji typowej rodzaju, Schleitheim. W obrębie rodzaju wskazano pojedynczy gatunek Schleitheimia schutzi. Epitet gatunkowy upamiętnia Emila Schutza, który znalazł kości.
Zwierzę zaliczono do zauropodomorfów. Schleitheimia należała do dość bazalnych przedstawicieli tej grupy. Kiedyś zwierzęta te nazywano prozauropodami. Obecnie nie zajmują jednego tego samego miejsca w obrębie drzewa rodowego zauropodomorfów. Samych „prozauropodów” nie wyróżnia się już, gdyż taka grupa byłaby parafiletyczna. Niemniej pochodzenie zauropodów nie zostało dobrze wyjaśnione. Kolejne odkrywane taksony nie należące do zauropodów, ale bliższe zauropodom niż innym „prozauropodom” nie tylko spowodowały zaprzestanie wyróżniania "prozauropodów", ale także doprowadziły do kreowania nowego kladu Sauropodiformes przez Paula Sereno. McPhee et al. w 2014 zdefiniowali go jako zawierający wszystkie taksony bliższe saltazaurowi niż masospondylowi. Schleitheimia zaliczona została do tychże Sauropodiformes. Przeprowadzono analizę filogenetyczną, uwzględniając 382 cechy 66 taksonów. Rauhut et al. przedstawiają na tej podstawie dwa zredukowane drzewa. Na pierwszym Schleitheimia znajduje się w tritomii wraz z Isanosaurus i kladem obejmującym bardziej zaawansowane ewolucyjnie zauropodomorfy w nierozwikłanej politomii. Na drugim stanowi kolejną po Tazoudasaurus i Isanosaurus grupę zewnętrzną zauropodów.